# Сретеново
Сретеново (мкд. Сретеново) је насеље у Северној Македонији, у крајње југоисточном делу државе. Сретеново је насеље у оквиру општине Дојран.
Сретеново има велики значај за српску заједницу у Северној Македонији, пошто Срби чине значајну мањину у насељу.

## Географија
Сретеново је смештено у крајње југоисточном делу Северне Македоније, недалеко од границе са Грчком, која се пружа 1,5 km источно од насеља. Од најближег града, Ђевђелије, насеље је удаљено 45 km источно.
Насеље Сретеново се налази у историјској области Дојранско. Село је смештено на јужној обали Дојранског језера, које Северна Македонија дели са Грчком. Насеље је положено на приближно 150 метара надморске висине. 
Месна клима је измењена континентална са значајним утицајем Егејског мора (жарка лета).

## Становништво
Сретеново је према последњем попису из 2021. године имало 344 становника. Данашње насеље је релативно младо, пошто је основано после Првог светског рата на месту дотадашњег града Дојрана, потпуно уништеног у датом рату.
Претежна вероисповест месног становништва је православље.
| Национални састав према попису из 2021.‍ | Национални састав према попису из 2021.‍ | Национални састав према попису из 2021.‍ | Национални састав према попису из 2021.‍ | Национални састав према попису из 2021.‍ |
| --------------------------------------- | --------------------------------------- | --------------------------------------- | --------------------------------------- | --------------------------------------- |
|                                         |                                         |                                         |                                         |                                         |
| Македонци                               | Македонци                               |                                         | 246                                     | 71,5%                                   |
| Срби                                    | Срби                                    |                                         | 43                                      | 12,5%                                   |
| Роми                                    | Роми                                    |                                         | 19                                      | 5,5%                                    |